# Pesche
Pesche es una localidad y comune italiana de la provincia de Isernia, región de Molise, con 1.480 habitantes.

## Evolución demográfica
| Gráfica de evolución demográfica de Pesche entre 1861 y 2001 |
|                                                              |
| Fuente ISTAT - elaboración gráfica de Wikipedia              |